# Noziemskije Isady
Noziemskije Isady (ros. Ноземские Исады) – wieś w Rosji, w rejonie mieżdurieczeńskim obwodu wołogodzkiego. W 2021 r. była niezamieszkana.